# جوناس تیلی
جوناس تیلی (به انگلیسی: Jonas Tilly) (زادهٔ ۲۹ ژوئن ۱۹۸۴) شناگر اهل سوئد است.